# Poudre (maquillage)
Pour les articles homonymes, voir Poudre (homonymie) et Poudre de riz.

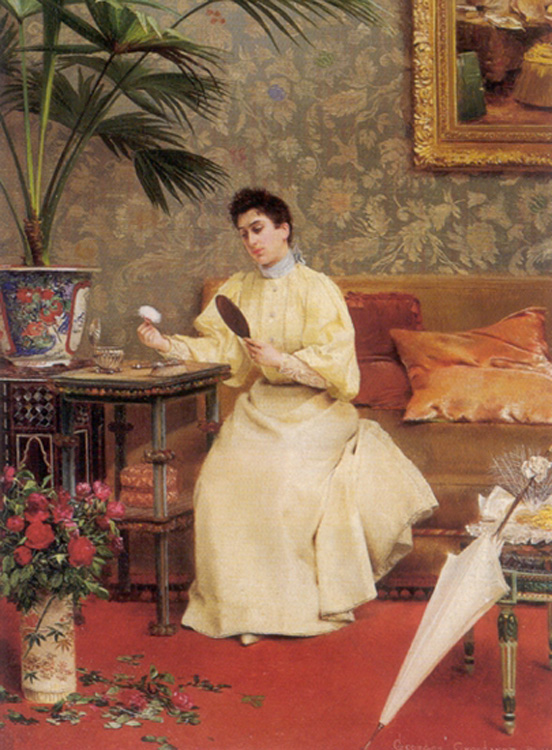
Femme se poudrant à l'aide d'un miroir et d'une houppette (peinture de Georges Croegaert).

La poudre ou poudre de riz est un produit cosmétique utilisé notamment pour dissimuler les imperfections du visage et en atténuer le brillant.

## Composition
La vraie poudre de riz, d'origine asiatique, est faite à partir de grains de riz moulus.
Au XIXe siècle, en Occident, la poudre appelée « poudre de riz » est plus communément faite à base de racine d'iris, qui lui donne sa délicate odeur de violette. Elle est obtenue à partir des rhizomes d'Iris germanica, ou autrefois d'Iris pallida, longuement fermentés, mis à sécher pendant au moins trois ans, pilés, puis tamisés pour en extraire une fine poudre blanche et parfumée,.
Les poudres de maquillage des XXe et XXIe siècles, sont faites d'un mélange à base de talc, amidon de maïs, poudre de riz micronisée et argile blanche. Pour les compacter, on ajoute des huiles et des beurres végétaux. Enfin, pour améliorer le rendu visuel, on incorpore également des pigments et des nacres.

## Utilisation
Ce cosmétique se présente sous forme de poudre libre, pressée ou compacte.  La poudre est contenue dans une boîte spécifique, le poudrier.
On l'applique sur le visage à l'aide d'un gros pinceau ou d'une houppette à poudre (en). Elle s'utilise seule sur les peaux à grain régulier et bien par-dessus le fond de teint pour le fixer. Choisie de préférence neutre ou transparente, elle peut s'adapter à la plupart des teints. Sous sa forme compacte, elle est destinée aux retouches.
La vraie poudre de riz corrige le teint des geishas pour rendre leur visage plus uniforme et lumineux, mais on l'utilise aussi en cuisine.
La poudre de riz est utilisée également au XVIIe siècle pour traiter les cheveux, mais on lui prêtait aussi des vertus pour blanchir les dents et apaiser les gencives douloureuses.